# Abu l-Aghlab al-'Abbas ibn al-Fadl ibn Ya'qub
Abu l-Aghlab al-'Abbas ibn al-Fadl ibn Ya'qub, noto semplicemente come Al-Abbas (fl. X secolo) è stato un generale arabo aghlabide ed emiro di Palermo  dall'851 all'861.

## Ascesa al potere e conquiste militari
Al-Abbas ibn al-Fadl ibn Ya'qub apparteneva alla dinastia aghlabide che governava Kairouan ed era un discendente della tribù araba fazara. Prima di assumere il potere, durante la conquista islamica della Sicilia, fu protagonista della battaglia di Butera contro i bizantini nell'845.
Alla morte di Ibrahim ibn Allah nell'851, i musulmani di Sicilia scelsero come suo successore al-Fadl bin Ya'qub, il principale luogotenente dell'emiro che aveva spesso guidato le imprese militari. Tale scelta fu poi accettata dall'emiro aghlabide Abu l-'Abbas Muhammad (841-856).
Al-Abbas nominò sia il fratello ‘Ali che lo zio al-Rabàh ibn Ya'qub ai comandi dell'esercito e durante il suo emirato estese il suo potere con continue campagne militari. Al-Abbas riuscì a conquistare Enna, il principale baluardo bizantino contro l'invasione musulmana, dopo un lungo assedio che terminò il 24 gennaio 859.
Secondo le cronache dello storico Ibn al-Athir, Abbas, al ritorno di una spedizione a Siracusa e dopo un'ulteriore incursione in territorio bizantino, si ammalò e dopo tre giorni morì nell'861. Fu sepolto nei pressi di Caltagirone e i bizantini successivamente diedero fuoco al suo corpo.
Alla sua morte succedette lo zio Ahmad ibn Yakub ibn Fazara.